# Guy Lazorthes
Pour les articles homonymes, voir Lazorthes.
 (mai 2019).
Guy Arnaud Lazorthes, né le 4 juillet 1910 à Toulouse et mort dans cette même ville le 25 mars 2014, est un médecin et universitaire français.

## Carrière
Neurochirurgien, Guy Lazorthes fut professeur à la Faculté de médecine de Toulouse, dont il fut le doyen. Professeur émérite à l'université Toulouse-III-Paul-Sabatier, il est membre de l'Académie de médecine depuis 1960 et de l'Académie des sciences depuis 1975. Il est membre du conseil scientifique de l'université interdisciplinaire de Paris. Il est un fervent défenseur de la construction européenne.
Dans le domaine scientifique, Guy Lazorthes a été à la fois neuro-anatomiste et neuro-chirurgien. Il a associé une étude approfondie de la vascularisation du système nerveux à des progrès considérables sur la chirurgie de ce système. Il a
ainsi apporté des avancées significatives sur les techniques chirurgicales du cerveau.
Dans le domaine de l'administration de l'enseignement médical, il est à l'origine de la création de l'Hôpital Rangueil et de la Faculté de médecine Toulouse-Rangueil. Il tenta d'individualiser celle-ci, ainsi que les facultés d'odontologie et de pharmacie, ayant en projet une université Toulouse IV distincte de l'Université Paul-Sabatier (Toulouse III), sans y parvenir cependant.
Il a été président de la section toulousaine du Mouvement Européen. 
Il a été élevé à la dignité de grand-croix de l'ordre national de la Légion d'honneur en 2002.
Il enseignait encore à raison de trois cours par semaine jusqu'en 2004.

## Fonctions
- Professeur à la Faculté de médecine de Toulouse de 1948 à 1979 dont il fut le doyen entre 1958 et 1970

## Prix et distinctions
- Prix Chaussier de l'Académie des sciences (1951)
- Membre de l'Académie de médecine (élu le 31 mai 1960) [3]
- Membre étranger de l'Académie royale de médecine de Belgique (élu le 19 mai 1990)
- Prix Peyré de l'Académie des sciences (1968)
- Prix Thierry de Martel (1971)
- Correspondant (élu le 21 février 1972) puis membre de l'Académie des sciences (élu le 10 mars 1975). Il en était le doyen d'âge et d'élection, et était également doyen d'âge de l'Institut.
- Mainteneur de l'Académie des Jeux floraux (élu en 1976)
- Prix de médecine et culture (1992)
- Prix La Bruyère de l’Académie française (1997)
- Grande médaille de la Ville de Toulouse (2005)
- Docteur honoris causa des universités de Santiago du Chili, de Lima, de Bonn et de Barcelone

## Distinctions
- Grand-croix de la Légion d'honneur
- Grand-croix de l'Ordre national du Mérite
- Commandeur des Palmes académiques

## Sources
- Fiche biographique et principaux ouvrages sur le site de l'Académie des sciences
- Fiche sur le site de l'Académie de médecine